# Фиала, Джордж
Джордж Фиала (англ. George Fiala, урожденный Юрий Осипович Фиала или Фияла, укр. Юрій Фіяла) — канадский (с 1955) композитор, пианист, органист, педагог и музыкальный продюсер, уроженец Украины. Автор более 200 композиций, тяготевший к крупным формам. Произведения Фиалы входили в программу 1-го и 2-го Монреальских международных конкурсов пианистов.

## Биография
Родился в Киеве в марте 1922 года. Отец, Осип, — инженер-архитектор, мать, Анна (урожденная Уляницкая), — лингвист. Родители увлекались музыкой, оба хорошо играли на фортепиано, сестра матери Оксана Уляницкая была профессиональной оперной певицей-сопрано, выступавшей в Киевской опере.
На седьмом году жизни начал брать уроки игры на фортепиано и вскоре после начала обучения уже мог интерпретировать наиболее простые произведения европейских классиков. С 1934 года — ученик профессора Константина Михайлова в музыкальной школе для одарённых детей. В 1935 году проявил себя как композитор, сочинив мазурку, которая была напечатана в газете «Правда» и включена в «Альбом детских композиций». На выпускном вечере в средней музыкальной школе в 1939 году также исполнил собственное произведение.
По окончании школы поступил в Киевскую консерваторию, где занимался два года. Учился у таких преподавателей, как Л. Ревуцкий, Б. Лятошинский, А. Ольховский, встречался с ведущими советскими композиторами предвоенного периода. После захвата Киева немцами Осип Фияла с женой, сыном и дочерью переехал в Германию. Там Юрий с 1942 по 1945 год продолжал образование в Берлинской высшей школе музыки, изучая композицию под руководством Хансмарии Домбровского, ученика Х. Пфицнера, и дирижёрское искусство под руководством В. Фуртвенглера. Защитил докторскую диссертацию на тему симфонической композиции в СССР.
По завершении войны переехал в Бельгию, где продолжал учебу у Л. Йонгена, директора Брюссельской консерватории. В 1946 году получил стипендию от Ватикана, позволившую посвятить следующие три года исключительно сочинению музыки. За это время было создано около 40 произведений, включая Симфонию № 2 и фортепианный концерт № 3. В эти же годы принимал участие как композитор, пианист и дирижёр в Семинаре искусств, который проводил в Брюсселе А. Сури, что привело к более близкому знакомству с новой Парижской школой композиции (Булез, Ниг, Лейбовиц). В рамках семинара была исполнена композиция Фиалы для двух фортепиано «Простая музыка». Выступал также как приглашённый дирижёр Национального оркестра Бельгии.
В 1949 году переехал в Канаду. Поселился в Монреале, где прожил почти всю оставшуюся жизнь, за исключением 1959—1960 годов, которые провёл в Сиднее (Австралия). Работал как композитор, пианист (первый концерт в новой стране в качестве пианиста дал в Торонто в марте 1949), органист и педагог, в частности сочиняя в условиях спроса на педагогический репертуар небольшие пьесы для детского исполнения. Именно эти произведения стали первыми опубликованными в творческом наследии Фиалы. Канадское гражданство получил в 1955 году.
В основном как композитор тяготел к крупным формам (симфония, концерт, соната). Музыка Фиалы представляет собой сочетание классической музыкальной эстетики с элементами сериализма; его работы подчинены логической структуре, в более поздних работах широко встречаются диссонансы, ритмы разнообразны. В целом стиль композитора описывали как близкий к неоклассицизму и находили в нём влияние Хиндемита и Стравинского. Входил в Канадскую лигу композиторов, сочинял музыку на заказ для различных исполнителей и музыкальных коллективов, а также для CBC (Симфония № 4 «Украинская») и Совета Канады по искусству (Скрипичный концерт). Премьерные исполнения произведений Фиалы представляли публике, среди прочих, Виннипегский симфонический оркестр (Скрипичный концерт, солист С. Старик, 1974) и Эдмонтонский симфонический оркестр («Сюита Курилика», 1985). Премьера «Праздничной увертюры» Фиалы состоялась в 1984 году в Карнеги-холле в исполнении Американского симфонического оркестра, а ещё два произведения — «Capriccio» и «Musique Concertante» — вошли в программу I и II Монреальских международных конкурсов пианистов в 1965—1966 годах.
Доход от сочинения и исполнения музыки не был постоянным, и в 1967 году Фиала нашёл работу продюсером на Radio Canada International, где в следующие 20 лет работал над созданием программ для русской редакции. После выхода на пенсию полностью посвятил себя композиции и сочинял музыку до конца жизни. Скончался в Монреале в январе 2017 года, к этому моменту создав более 200 музыкальных произведений.

## Признание
Комитет украинцев Канады в 1974 году наградил Джорджа Фиалу медалью Шевченко. В 1987 году он награжден почетной медалью Американского биографического института. 27-й том «Антологии канадской музыки» RCI (1987) полностью составлен из произведений Фиалы.